# An-Nasir Muhammad II
An-Nasir Muhammad II (arab. – ‬‬الناصر قایتبای الناصرمحمدبن) (ur. ok. 1482, zm. 31 października 1498 nieopodal Gizy) – w latach 1496–1498 sułtan mamelucki z „dynastii” Burdżytów. Syn i następca sułtana Kajtbaja. 
W chwili śmierci ojca miał zaledwie 14 lat. Objął rządy w trakcie walki o władzę jaka toczyła się pomiędzy najbardziej wpływowymi emirami mameluckimi. Jego ojciec 5 sierpnia 1496 roku zapadł w śpiączkę i władzę usiłował przejąć najsilniejszy z emirów – Kansuh, który zmusił do ucieczki głównego oponenta Akbirdiego. Chcąc pokrzyżować zamiary Kansuha emir Timraz usiłował zdobyć od umierającego Kajtbaja zgodę na intronizację syna. Stary sułtan nie odzyskał już jednak świadomości i Timraz postanowił sam ogłosić An-Nasira sułtanem, licząc, że będzie odgrywał przy nim decydującą rolę. Kansuh szybko jednak rozprawił się z niedoszłym protektorem, choć nie odważył się wówczas na usunięcie An-Nasira. Młody władca okazał się jednak na tyle dojrzały, że postanowił uniezależnić się od niepopularnego Kansuha. Był też An-Nasir zwolennikiem reform wojskowych i unowocześnienia armii. Zaczął szkolić nubijskich piechurów na muszkieterów zakupując dla nich nowoczesną broń z Europy. Jednak elita mamelucka szybko zorientowała się, że nowe oddziały sułtańskie stanowią zagrożenie dla jej monopolu władzy w państwie. Do tej pory tylko oddziały mameluckie mogły się cieszyć pełnią przywilejów kasty wojskowej. Gdy więc sułtan zebrał nowe oddziały, których chciał użyć do walki z buntującymi się plemionami w Górnym Egipcie, został zamordowany nieopodal Gizy 31 października 1498 roku. Tron teraz zdołał zagarnąć Kansuh, który jednak nie cieszył się popularnością wśród pozostałych emirów i po niecałych dwóch latach rządów również został obalony.